# エリン・ノルデグレン
エリン・ノルデグレン（Elin Nordegren、本名：Elin Maria Pernilla Nordegren、1980年1月1日 - ）は、スウェーデン出身の元ファッションモデル。タイガー・ウッズの元妻。

## 来歴
ストックホルム出身。父親のトーマスはラジオ・ジャーナリスト、母親のバルブロ・ホルムベリは元政治家。兄アクセルと双子の姉（妹）ジョゼフィンがいる。
2000年に水着モデルとしてキャリアをスタート。同じ年の夏、ビキニ姿でCafe Sport magazineのグラビアを飾る。
ストックホルムのChampagneという衣料品店で接客中スウェーデン人プロゴルファーJesper Parnevikの妻Mia と出会いベビーシッターとして雇われる。この仕事によりアメリカに渡ることとなった。
2001年全英オープンに子守りとして付き添った際、初めて、タイガー・ウッズと出会う。
2004年10月5日にタイガー・ウッズと結婚。2007年6月18日に長女を、2009年2月8日に長男を出産。しかしウッズのスキャンダルにより2010年離婚。現在はアメリカ合衆国フロリダ州在住。